# Джордж ван Дрім
Джордж ван Дрім (нар. 1957) — голландський почесний професор лінгвістики Бернського університету. Він вивчав східноазійські мови та відомий своєю гіпотезою батьківської мови.

## Освіта
- Лейденський університет, 1983–1987 (доктор філософії, граматика лімбу) [6]
- Лейденський університет, 1981–1983 (магістр славістики, бакалавр англійської мови, магістр загального мовознавства)
- Лейденський університет, 1979–1981 (бакалавр славістики)
- Університет Вірджинії в Шарлоттсвіллі, 1975–1979 (бакалавр біології)
- Katholieke Universiteit Nijmegen, 1978–1979
- Морська біологічна станція Watling Island на острові Сан-Сальвадор на Багамах, 1977 рік
- Університет Дьюка в Даремі, Північна Кароліна, 1976 рік

## Дослідження
Джордж ван Дрім проводить польові дослідження в Гімалаях з 1983 року. Королівський уряд Бутану доручив йому кодифікувати граматику дзонгха, національної мови, розробити фонологічну латинізацію мови, відомої як римська дзонгха, і завершити дослідження мовних спільнот королівства. Разом з носієм мови дзонгха Кармою Церінгом він є співавтором авторитетного підручника з мови дзонгха. Ван Дрім написав граматику мов лімбу та думі, кіранті, поширених у східному Непалі, та мови бумтанг у центральному Бутані. Він є автором "Мови Гімалаїв", двотомного етнолінгвістичного довідника великого Гімалайського регіону. У рамках програми під назвою «Мови та гени Великого Гімалайського регіону», що проводилася у співпраці з урядом Непалу та королівським урядом Бутану, він зібрав ДНК багатьох корінних народів Гімалаїв.
У Берні Джордж ван Дрім наразі керує дослідницькою програмою Strategische Zielsetzungen im Subkontinent (Стратегічні цілі на субконтиненті), метою якої є аналіз та опис мов Південної Азії, що перебувають під загрозою зникнення та погано задокументовані.  Ця програма досліджень фактично є диверсифікацією проекту Проекту "Мови Гімалаїв", яким він керував у Лейденському університеті, де до 2009 року очолював кафедру дескриптивної лінгвістики. Разом зі своєю дослідницькою групою він задокументував понад десяток зникаючих мов регіону Великих Гімалаїв, створив аналітичні граматики та лексику, а також записав морфологічно проаналізовані рідні тексти.
Його міждисциплінарні дослідження у співпраці з генетиками привели до прогресу в реконструкції етнолінгвістичної передісторії Азії.На основі лінгвістичної палеонтології, етнолінгвістичної філогеографії, генетики рису та голоценового розподілу фауністичних видів він визначив давніх хмонг-міенців та австроазійців як перших одомашнювачів азійського рису та опублікував теорію про батьківщину та доісторичне розселення хмонг-міенської, австроазійської та трансгімалайської мовних груп. Його історико-лінгвістичні праці з лінгвістичної філогенії замінили непідтверджену китайсько-тибетську гіпотезу на старішу, більш агностичну тибето-бірманську філогенетичну модель, для якої він запропонував у 2004 році нейтральну географічну назву Транс-Гімалаї. Він розробив дарвінівську теорію мови, відому як симбіосизм, і є автором філософії симбіосизму.

## Вибрані публікації
- - — (1987). A Grammar of Limbu. Mouton De Gruyter. ISBN 3-11-011282-5.
  - — (1997). Sino-Bodic. Bulletin of the School of Oriental and African Studies. 60 (3): 455—488. doi:10.1017/S0041977X0003250X. S2CID 246638512.
  - — (2001). Languages of the Himalayas: An Ethnolinguistic Handbook of the Greater Himalayan Region. Brill. ISBN 90-04-12062-9.
  - — (2003). The Language Organism: The Leiden theory of language evolution. У Mírovský, Jiří; Kotěšovcová, Anna; Hajičová, Eva (ред.). Proceedings of the XVIIth International Congress of Linguists, Prague, July 24–29, 2003. Prague: Matematicko-fyzikální fakulty Univerzity Karlovy.
  - — (2002). Tibeto-Burman Phylogeny and Prehistory: Languages, Material Culture and Genes. У Bellwood, Peter; Renfrew, Colin (ред.). Examining the farming/language dispersal hypothesis. McDonald Institute for Archaeological Research, University of Cambridge. с. 233—249. ISBN 1-902937-20-1.
  - — (2004). Language as organism: A brief introduction to the Leiden theory of language evolution. У Lin, Ying-chin; Hsu, Fang-min; Lee, Chun-chih; Jackson, T.S. (ред.). Studies on Sino-Tibetan Languages: Papers in Honor of Professor Hwang-cherng Gong on his Seventieth Birthday. Language and Linguistics Monograph Series W-4. Taipei: Institute of Linguistics, Academia Sinica. с. 1—9.
  - — (2007). Austroasiatic phylogeny and the Austroasiatic homeland in light of recent population genetic studies (PDF). Mon-Khmer Studies (37): 1—14. Архів оригіналу за 3 березня 2016.
  - — (2007). The diversity of the Tibeto-Burman language family and the linguistic ancestry of Chinese. Bulletin of Chinese Linguistics. 1 (2): 211—270. doi:10.1163/2405478X-90000023.
  - — (2007). A Holistic Approach to the Fine Art of Grammar Writing: The Dallas Manifesto.

## Нагороди та відзнаки
- 1996 Rolex Awards for Enterprise за заснування проекту "Гімалайські мови" [9]
- 1998 Обраний почесним членом Kirat Yakthung Chumlung в Катманду

## Дивіться також
- Мови Махакіранті[en]
- Карасукські мови[en]